# Aplozia lanceolata
Aplozia lanceolata là một loài rêu tản trong họ Jungermanniaceae. Loài này được (L.) Dumort. miêu tả khoa học lần đầu tiên năm 1874.